# Abla Hali
Abla Hali, née le 17 mai 1976, est une handballeuse internationale algérienne.

## Palmarès

### En club
- 1993 Coupe d’Algérie avec le NAHD de Hussein Dey
- 1994 Championnat avec le Mouloudia d’Alger
- 1995 Doublé
- 1996 Championnat
- 1997 Championnat
- 1998 Doublé
- 1999 Doublé
- 2000 Doublé
- 2001 Doublé
- 2002 Doublé
- 2003 Doublé
- 2004 Doublé
- 2005 Doublé
- 2006 Championnat
- 2007 Doublé
- 2008 Doublé
- 2009 Doublé avec le GSP (Ex-Mouloudia)
- 2010 Doublé
- 2013 Championnat

Palmarès international avec le MCA et GSP
- 1995 championnat d’Afrique 4eme place Bénin (Mouloudia)
- 1996 Coupe d’Afrique 2eme place Tunisie
- 1997 Coupe d’Afrique 1er place Alger
- 1998 Super Coupe d’Afrique 2eme place Nigeria
- 1999 Coupe arabe 1er place Jordanie
- 2000 Coupe arabe 1er place Tunisie
- 2001 Coupe d’Afrique 2eme place Maroc
- 2003 Coupe d’Afrique 1er place Tunisie
- 2004 Coupe d’Afrique 4eme place Bénin
- 2008 Coupe d’Afrique 3eme place Maroc
- 2010 Coupe d’Afrique 3eme place Burkina-faso
- 2013 Coupe Arabe des vainqueurs de coupe 1ere place Maroc (GSP)
- 2013 Coupe Arabe des clubs champions 4e place Tunisie (GSP)

### Enéquipe nationale d'Algérie
- 1993 Participation championnat du monde junior en Bulgarie
- 1999 Jeux africains 5eme place Afrique du Sud
- 1999 Jeux pan arabe 1er place en Jordanie
- 2002 Coupe d’Afrique 4eme place MAROC
- 2004 Jeux africains 6eme place NIGERIA.